# Flagellanten

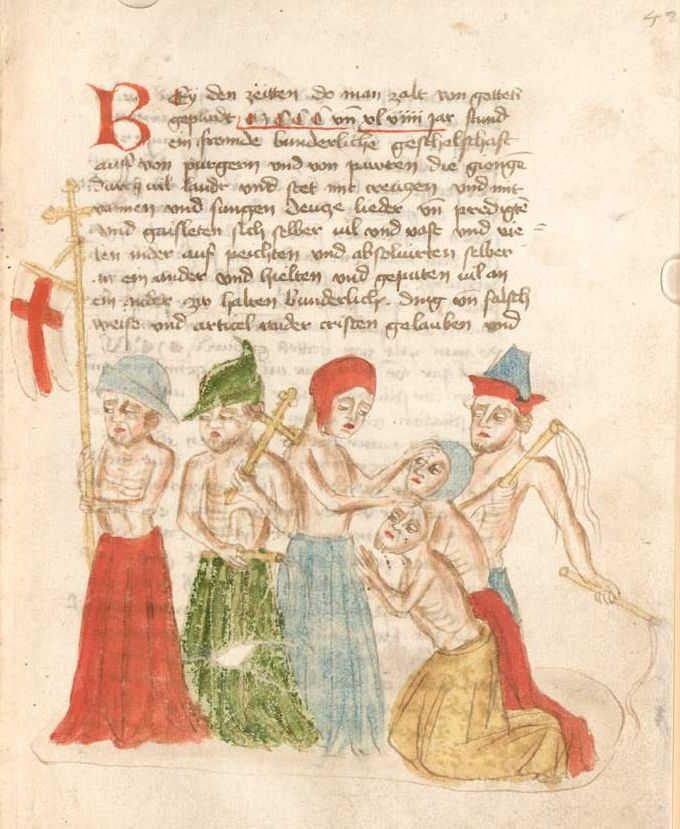
Geißlerdarstellung in der Konstanzer Weltchronik, Handschrift aus dem 15. Jahrhundert

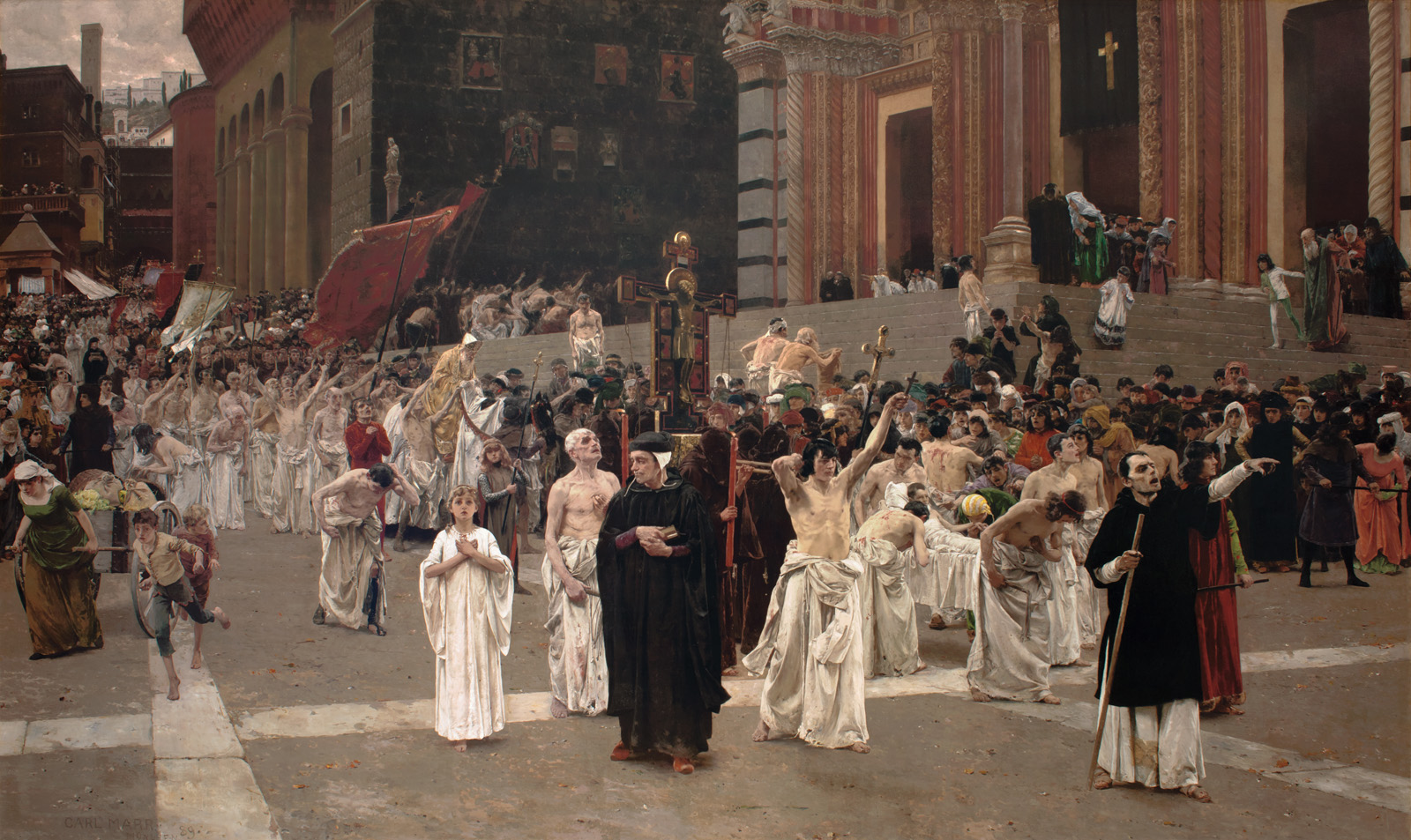
Die Flagellanten, Carl von Marr 1889

Die Flagellanten oder Geißler waren eine christliche Laienbewegung im 13. und 14. Jahrhundert. Ihr Name geht auf das lateinische Wort flagellum (Geißel oder Peitsche) zurück. Zu den religiösen Praktiken ihrer Anhänger gehörte die öffentliche Selbstgeißelung, um auf diese Weise Buße zu tun und sich von begangenen Sünden zu reinigen.

## Die Anfänge
Vorchristliche Religionen, z. B. der ägyptische Isis-Kult und der griechische Dionysos-Kult, pflegten die Selbstgeißelung. Auch während der römischen Lupercalien wurden Frauen gegeißelt, um die Fruchtbarkeit anzuregen.{{Belege fehlen|1=Belege?}} Die Juden praktizierten die Selbstgeißelung bei großen Tempelzeremonien.
Die erste schriftliche Nachricht über die Selbstgeißelung als christliche Bußübung stammt von dem Biografen des hl. Padulf († 737). Danach habe sich dieser während der Fastenzeit von seinem Schüler Theodenus auspeitschen lassen. Von anderen Zeitgenossen stammen die Viten aber erst aus späteren Jahrhunderten, so dass die Nachrichten nicht zuverlässig sind. Aber in den Bußbüchern des 10. Jahrhunderts wird die Selbstgeißelung erwähnt.
Petrus Damiani schrieb in seiner Vita des Eremiten Dominicus Loricatus (d. h. ‚der Gepanzerte‘, weil er einen eisernen Panzer auf der Haut getragen habe; † 1160 oder 1161), dieser habe sich täglich beim Beten des Psalters gegeißelt. Auch viele andere Heilige der katholischen Kirche sollen sich dieser Übung unterzogen haben. Genannt werden Ignatius von Loyola, Franziskus von Xavier, Karl Borromäus, Katharina von Siena, Teresa von Ávila und der Ordensgründer Dominikus. Die Selbstgeißelung war in vielen Ordensregeln bis in die Neuzeit hinein fest verankert und wurde bis ins 20. Jahrhundert gepflegt. Der Brauch wurde an bestimmten Tagen, meist an allen Freitagen und an weiteren Tagen der Advents- und Fastenzeit geübt.

## Die Intention
Man nannte die Selbstgeißelung disciplina ‚Erziehung‘. Es ging um eine Transformation des Selbst, um eine Pädagogik der Existenz. Während das Ideal der Stoa die Leidenschaftslosigkeit war, verwandelte sich die Disziplin bei den frühen Mönchen in ein agonales Konzept zur Bekämpfung böser Leidenschaften. Der Mensch wollte sich durch seine asketischen Übungen über seine Grenzen hinausheben. Es sollte eine Vergegenwärtigung werden, die symbolische Ähnlichkeit und geschichtliche Bezüge durchbrechen und eine reale Unmittelbarkeit zum leidenden Gott herstellen. Die Flagellation war damit nicht mehr nur Bußritual, sondern wurde Teil eines eschatologischen Schauspiels, das auf die körperliche Vergegenwärtigung des Leidens Christi abzielte. Auf der anderen Seite wurde der sich geißelnde Eremit zum geistigen Athleten, der sich langsam steigernd zu Höchstleistungen anspornte. Es kam zu einer leistungsorientierten Quantifizierung der Geißelungen, die die Bußübungen zu dominieren begann und den Körper mit Blick auf das Heil instrumentalisierte.

## Frühe Kritik
Während Petrus Damiani die Selbstgeißelung als Mittel der Kontemplation lobte, kam es bei den Mönchen anderer Klöster zu kritischen Einwänden. Der schwerwiegendste Einwand zur damaligen Zeit war regelmäßig der Vorwurf der Neuerung. Petrus musste sich gegen die Ansicht verteidigen, hier werde eine neue Form der Kontemplation eingeführt, während die Befolgung der benediktinischen Regel vollkommen genüge. Dies geht aus seinen Verteidigungsschriften hervor, in denen er versucht, die Tradition bis hin zur Geißelung Christi zurückzuverfolgen.

## Der Ritus der Geißelung
Der Vorgang der liturgischen Selbstgeißelung geht aus dem Liber ordninarius des St.-Jakobs-Klosters in Lüttich hervor: Der Mönch, der sich geißeln lassen wollte, bat einen Priester, diese durchzuführen. Dann setzte er sich hin, machte den Rücken frei und betete dreimal das Confiteor. Während der ersten beiden Gebete antwortete der Priester mit Misereatur tui und schlug mindestens dreimal zu. Beim dritten Mal sprach er das Indulgentiam, die Kurzformel der priesterlichen Absolution und abschließend das Absolve Domine. Danach folgten noch einmal drei Schläge. Jeder Mönch durfte täglich um drei solcher Bußsitzungen bitten. Der Text betont, dass der Geißelnde gehalten war, nicht zu fest zuzuschlagen. Dieser ritualisierte Vorgang war auch Vorbild der privaten Selbstgeißelung in der Zelle. Auch sie war vom Gebet begleitet. Daraus entwickelte sich allmählich eine eigene Liturgie: Die 1617 approbierten Regeln des Hospitalordens des heiligen Johannes von Gott schrieben vor, dass sich die Mitglieder jeden Freitag die Disziplin geben, ausgenommen in der Osterzeit oder an Freitagen, die hohe Feiertage sind. Im Advent und in der Fastenzeit mussten sie sich dreimal in der Woche geißeln. Die Geißelung hatte folgendes Schema: Nach der Matutin und nach den Laudes für Maria fand die Geißelung im Betsaal oder in der Kirche statt. Man sang den Psalm 6 und fiel dabei auf die Knie. Dann wurden alle Lichter gelöscht. Dann hielt der Prior eine kurze Ermahnungsrede über den Sinn der Geißelung. Nach kurzer Wechselrede folgte eine lateinische Lesung, in der die Geißelung Jesu thematisiert war. Dann begann die Geißelung, wobei das Miserere und das Gloria Patri, De profundis und Requiem aeternam, der Introitus der Requiem-Liturgie, gebetet wurden. Dem folgten drei Bittgebete für die Mitglieder des Ordens, alle Gläubigen und die ganze Menschheit. Der Prior beendete die Geißelung dann durch Händeklatschen.

## Die Geißlerumzüge

### Geschichtliches Auftreten

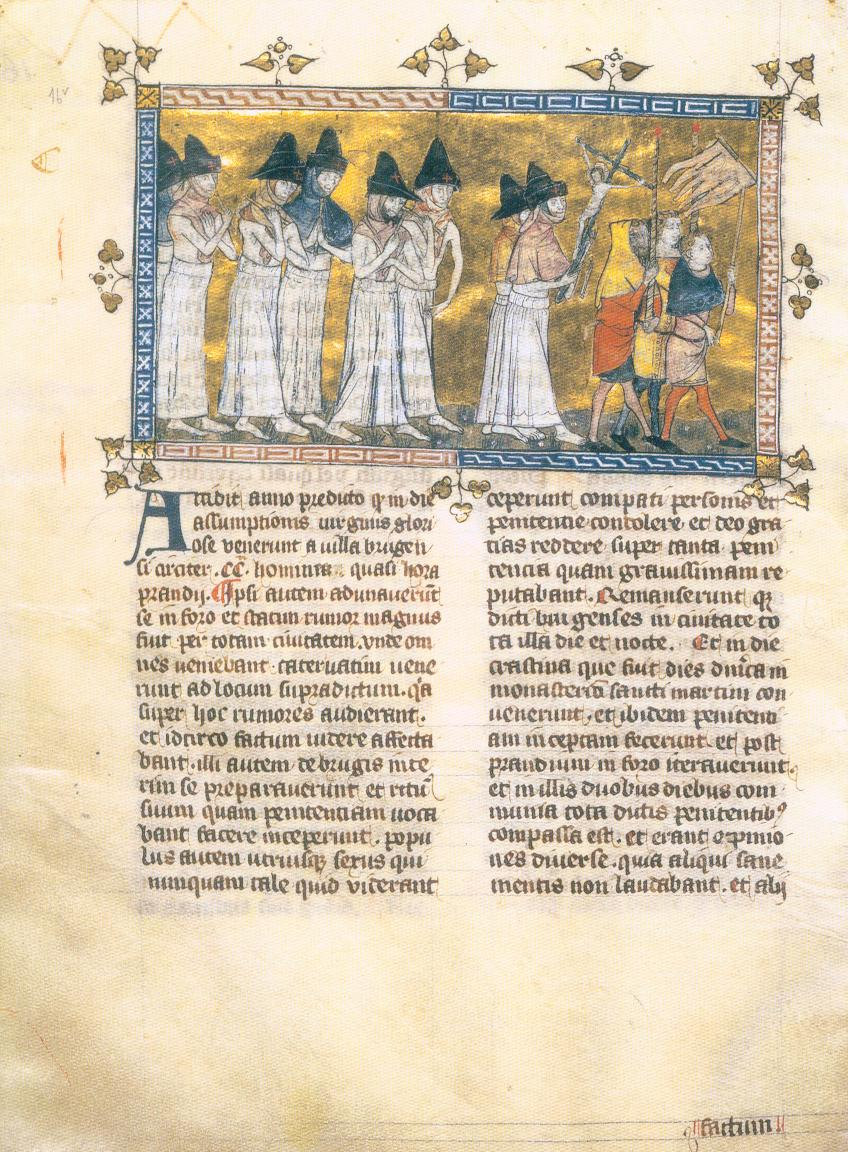
Darstellung der Geißlerzüge, um 1350, Chronik von Gilles Li Muisis, fol. 16v Bibliothèque Royale de Belgique, Brüssel.

1260–1261 kam es in Italien schlagartig zu einer spirituellen Massenbewegung von Geißlern, die 1260 in Perugia unter der Leitung des Laien und Mitglieds einer Bußbrüderschaft Raniero Fasani begann. Er berief sich dabei auf die Stimme eines Engels, der verkündet habe, dass die Stadt vernichtet werde, wenn die Bewohner nicht Buße täten. Im Herbst fand dann eine Friedensprozession mit öffentlicher Selbstgeißelung statt. Dadurch wurde aus der privaten Bußübung eine öffentliche Inszenierung. Die Selbstgeißelung erhielt auch einen anderen Zusammenhang, nämlich die Rettung der Welt vor dem Zorn Gottes.
Durch Prozessionen von Ort zu Ort begann sich die Bewegung in Italien auszubreiten, ohne dass von einer Führung, einer Organisation oder einheitlichen Struktur gesprochen werden kann. Den Umzügen gingen Bischöfe und Mönche voran, so dass die Bewegung offenbar kirchentreu war. Die Geißler sangen dabei Hymnen in der Volkssprache. Die Bewegung geriet so zu einer Nebenlinie sakramentaler Liturgie. Die Lehre von Buße, Beichte und Versöhnung, die das Sakrament dem innerkirchlichen Raum zugewiesen hatte, wurde nun in eine öffentliche Inszenierung übertragen und trat so in Konkurrenz zum kirchlichen Bußritus. Von Seiten der Kirchenleitung wurde daher immer darauf bestanden, dass die Geißlerzüge von Geistlichen betreut würden und die Teilnehmer vorher eine reguläre Beichte ablegen müssten. Man wollte verhindern, dass die Selbstflagellation den kirchlichen Bußritus ersetzte. Das Herumziehen, das Wandern in die Fremde, wenn auch nur für begrenzte Zeit, die Gesten der Versöhnung und die egalitäre Eingliederung der Geißler in die Gemeinschaft hatten gegenüber dem festgesteckten Rahmen der Kirche ein subversives Element.
Zeitgenössische Beobachter stellten fest, dass der Anblick dieser Umzüge die Menschen innerlich erschütterte und dazu bewog, Frieden zu schließen. Gestohlenes sei zurückgegeben worden, Sklaven und Häftlinge befreit und ins Exil Verbannte seien zurückgeholt worden. Wenn auch den Quellen in ihrer Begeisterung nicht zu trauen ist, so wird man doch von einem sozialen Schauspiel unter apokalyptischem Vorzeichen auszugehen haben.
Die Bewegung ergriff auch die Länder nördlich der Alpen. Über Friaul, wohin die Geißlerbewegung Ende 1260 gelangt war, breitete sie sich rasch nach Kärnten, der Steiermark, nach Ungarn, Böhmen, Mähren, Schlesien, Polen, auch nach Bayern, Franken und Schwaben bis nach Straßburg aus. Auch hier gab es keine organisierte Verbreitung. Wie weit eine Endzeitstimmung unter dem Einfluss der Gedanken des Joachim von Fiore eine Rolle spielte, lässt sich nicht mit Sicherheit feststellen.
So rasch die Geißlerbewegung um sich gegriffen hatte, so rasch verschwand sie auch wieder. Bereits im Herbst 1261 flauten die Geißlerumzüge nördlich der Alpen merklich ab. Erst in den Jahren 1348 und 1349 kam es erneut zu einem massenhaften Auftreten der Geißlerumzüge. Sie waren, wie ihre Gebete belegen, auch eine Reaktion auf die grassierende Pest. Anders als 1260 lässt sich ein Ursprungsort nicht ausmachen. Zuerst wurden die Steiermark, Niederösterreich, Oberösterreich und Ungarn betroffen. Danach hat sich die Bewegung offenbar nach Böhmen, Polen, Meißen, Sachsen, Brandenburg und schließlich nach Thüringen ausgebreitet. Auch nach Würzburg und Schwaben kamen sie. Im Juni und Juli kamen sie nach Straßburg, von wo sie sich den Rhein entlang ausbreiteten. So kamen sie nach Basel, Speyer, Mainz und Köln. Im August erreichte die Bewegung ihren Höhepunkt in den Niederlanden. Von dort kam sie im Herbst nach Nordfrankreich und England, war aber da schon wieder am Abflauen. Kieckhefer folgend kann man sich den Verlauf der Geißlerzüge als ein querliegendes 'S' vorstellen. Maßgeblichen Anteil am Ende der Geißlerzüge hat sicherlich die Bulle Clemens VI. vom 20. Oktober 1349, in der die öffentliche Geißelung verboten wurde.
Aus Doornik liegen etwas genauere Informationen durch die Aufzeichnungen des Abtes Aegidius li Muisis der Benediktinerabtei Sankt Martin vor. Darin wird die uneinheitliche Bewertung der Geißler durch den Klerus deutlich. Die Franziskaner und Augustiner werden bei Gilles li Muisis als Gegner dargestellt. Beispielsweise wird geschildert, dass es zu Unruhe und Störungen bei den Besuchern einer Predigt des Benediktiners Gerardus de Muro in der St. Martinsabtei kam, da dieser am Ende seiner Predigt nicht auch für das Heil der Geißler bat. Kurz nach diesem Ereignis kam ein Geißlerzug aus Lüttich in Doornik an. Mit dabei war ein Dominikaner, der die Erlaubnis erhielt ebenso in der St. Martinsabtei zu predigen. Nach Gilles li Muisis kam es zu einem riesigen Menschenandrang. Der Dominikaner lobte die Geißler und setzte deren Blut in Beziehung zum vergossenen Blut Christi. Die kurz darauf folgende Erwiderung des Augustiners Robert wurde dagegen nur spärlich besucht. Am 8. September 1349 formierte sich ein eigener Geißlerzug aus insgesamt 565 Doorniker Bürgern. Mit dabei waren auch ein Abt und ein Mönch der Augustiner, zwei weitere Geistliche, sowie ein Kanoniker von St. Nicholas-des-Près. Der im Laufe der Zeit zunehmende Einfluss von weltlichen und geistlichen Obrigkeiten auf die Geißlerzüge lässt sich hier bereits erkennen. Als sich am 14. September ein zweiter Geißlerzug in Doornik bildete, wird dies noch deutlicher. Angeführt wurde dieser Zug von einem Augustiner namens Robert, bei dem Paul Fredericq annimmt, dass es sich hierbei um jenen Robert handelt, der davor noch gegen die Geißler predigte. Bezeichnend für die Annäherung zwischen Klerus und Geißlern sind auch die Statuten der so genannten Geißler-Bruderschaften aus Doornik und Brügge. In diesen wird die klerusfreundliche Haltung der Geißler deutlich, die sich nun dezidiert der Kirche unterordnen und schwören deren Lehre zu verteidigen. Trotz dieser klerusfreundlichen Haltung der Geißler wurden die Maßnahmen gegen die Geißler seitens der weltlichen und geistlichen Herrscher noch verstärkt.
Im Übrigen betrachteten die Gegner die Geißlerumzüge neben der Judenverfolgung und der Pest als apokalyptisches Zeichen. Während im übrigen Europa die Geißlerumzüge 1349 rasch abflauten, hielten sie sich in den Niederlanden noch bis ins Frühjahr 1350. Danach gibt es nur noch Berichte über vereinzelte Umzüge, etwa 1370 in Würzburg, 1379 in Franken, 1391–1392 bei Heidelberg und 1400 am Niederrhein. Die Quellen geben keine Anhaltspunkte für eine sozialrevolutionäre oder antikirchliche Stoßrichtung. Aber das massenhafte Engagement deutet auf eine Art alternative Theologie, die von den monastisch-elitären flagellantischen Ritualen inspiriert war. Anders als 1260 organisierten nun auch Frauen eigene Umzüge oder traten mit den Männern gemeinsam auf. Aus Magdeburg ist überliefert, dass in den Prozessionen auch viele Frauen mitgingen und sich geißelten, wobei der Rücken entblößt, das Gesicht verschleiert und die Vorderseite ihres Körpers mit einem Umhang bedeckt war. Die Frauen seien aber bald wieder verschwunden und hätten sich in Sachsen verstreut.
In Frankreich lebten die Geißler-Bruderschaften unter der Herrschaft Heinrichs III. (1574–1589) wieder auf, wobei dessen Beichtvater, ein Jesuit, die Initiative ergriffen hatte. Der König gründete 1583 die Congrégation des Pénitents de l'Annonciation-de-Notre-Dame. Dort trat der König als Bruder unter Brüdern auf, trug ein völlig verhüllendes Bußgewand mit zwei Sehschlitzen, einen Rosenkranz und eine Geißel am Gürtel. Am Tag Mariä Verkündigung peitschten sich der König und eine Reihe anderer adliger Mitglieder öffentlich aus. Das führte bei den Gegnern zu Häme und Spott über den für seinen luxuriösen Lebenswandel bekannten König. Trotzdem bildeten sich rasch weitere flagellantische Büßergemeinschaften. Unter jesuitischem Einfluss lebten auch in Deutschland im 16. Jahrhundert zur Fastenzeit und am Karfreitag in allen größeren Städten die Geißelprozessionen wieder auf. Das führte zu heftiger Kritik und Polemik von protestantischer Seite, die sich besonders an einer geplanten Geißelprozession für den Karfreitag 1605 entzündete.

### Ablauf
Ein Geißlerzug dauerte 33½ Tage, eine Zahl, die den Lebensjahren Jesu entnommen war. Es ging also um eine gemeinsame Inszenierung von Erinnerung an das Leiden Jesu. Die, die den Zug begannen, gingen in dieser Zeit von Ort zu Ort. Am Ende beendeten sie den Zug, und ein neuer Zug stellte sich zusammen, wobei manche des ersten Zuges sich auch dem zweiten Zug anschlossen. Es handelte sich selten um mehr als 50 bis 60 Personen, die nach dem Modell der Laienbruderschaften organisiert waren. Sie wählten sich einen oder mehrere Führer, denen sie Gehorsam gelobten. Sie trugen keine Waffen. Sie schliefen nicht in einem Bett, sondern auf Strohballen. Sie durften aber ein Kopfkissen benutzen. Sie gelobten Keuschheit, verpflichteten sich, nicht zu betteln, keine Kranken zurückzulassen und den Gastgeberorten nicht zur Last zu fallen.
Nach dem Vorbild kirchlicher Prozessionen ging man in Zweierreihen. Der Kopf war von einer Kapuze verhüllt, und darüber trug man einen Hut. Der Hut, der Mantel und die Oberbekleidung waren mit einem roten Kreuz versehen. Oft wurden Fackeln und Fahnen mitgeführt. Jeder trug in der rechten Hand eine Geißel, deren Riemen mit Knoten und eisernen Spitzen versehen waren. Beim Einzug in eine Ortschaft läuteten die Glocken. Die Flagellanten marschierten zunächst in die Kirche, wo sie sich zu Boden warfen. Danach wurde zweimal am Tag das Geißelritual vollzogen. Es begann mit Beichte und Absolution. Dann warfen sich die Teilnehmer mit entblößtem Oberkörper im Kreis auf den Boden. Dann schritt der Meister über den ersten hinweg, berührte ihn mit der Geißel und sprach den Absolutionsspruch. Dann erhob sich dieser und ging mit dem Meister über den zweiten. Das wiederholte sich, bis alle standen. Die ganze Schar geißelte sich sodann in drei Umgängen. Danach warfen sich die Geißler mit ausgebreiteten Armen auf den Boden und beteten, sie mögen vor dem plötzlichen Tod bewahrt bleiben.
Schließlich verlas ein Laie den sogenannten Himmelsbrief, ein Dokument aus dem 13. Jahrhundert, das am Beginn der Geißlerbewegung stand und der Legende nach von einem Engel gebracht war und in dem zur Selbstgeißelung zur Errettung der Welt aufgefordert wurde, weil die Menschen den Zorn Gottes durch Missachtung des Freitags und Sonntags hervorgerufen hätten. Ursprünglich handelt es sich dabei wohl um einen Text in lateinischer Sprache aus dem 6. Jahrhundert, der im 13. Jahrhundert der Legende über Raniero Fasani inkorporiert wurde, wobei der ursprünglichen Forderung der Sonntagsheiligung auch noch der für die Geißler wichtige Freitag hinzugefügt wurde. Außerdem wurde eine Genealogie bis in die Urkirche konstruiert und die Selbstgeißelung als unumgängliche Notmaßnahme dargestellt. Während der Prozessionen wurden Geißlerlieder in der Volkssprache gesungen, was bereits einige Zeitgenossen als eine Vulgarisierung liturgischen Gesangs empfanden.
Nach der Rückkehr eines Geißlers ins private Leben blieb ihm die lebenslange Pflicht der Selbstgeißelung mindestens am Karfreitag. Dabei geißelte man sich dreimal tagsüber und einmal in der Nacht. Dabei schlug man sich in der Regel bis aufs Blut, doch verboten die Statuten ernsthafte Verletzungen.
Allmählich nahm der theatralische Charakter der Geißlerumzüge zu. Sie entwickelten sich mancherorts zu regelrechten Passionsspielen. Diese erregten die Zuschauer dermaßen, dass sie die Darsteller der Juden verprügelten, was in pogromähnliche Verfolgungen ausartete. Papst Gregor XIII. verbot daher 1574 diese sacre rappresentazioni und gestattete nur noch den Jesuiten ihre Form des Lehrdramas aufzuführen.

### Zeitgenössische Kritik
Der eschatologische Horizont wurde auch von den Gegnern der Geißler aufgegriffen. Eine Legende über eine alte Prophezeiung besagte, dass die Geißler Vorboten eines nahen Weltendes seien. Sie wurden als Vorläufer des Antichrist betrachtet. Kirchlicherseits wurde schon recht früh den Geißlern eine häretische Grundanschauung unterstellt. Während südlich der Alpen die Bettelorden einen starken Einfluss und damit auch eine Kontrolle über die Flagellanten ausübten, sah man nördlich der Alpen in dieser Bewegung ein laienemanzipatorisches Element, weil sie die Laienpredigt und die Laienbeichte in Anspruch nahmen.
„Taglöhner, Müller, Metzger verkünden das Evangelium, heimlich verschwören sie sich gegen den Klerus, der Schuster ist Beichtvater und erlegt die Buße auf, der Weber und der Schmied predigen und feiern die Messe.“
In Bezug auf die Gesamtbewegung geben die Quellen keinen hinreichenden Anlass, von einer aufrührerischen, klassenkämpferischen, frühbürgerlichen, grundsätzlich kirchenkritischen oder anarchistischen Bewegung zu sprechen, wenn auch bei einzelnen Gruppen revolutionäre Motive eine Rolle gespielt haben mögen, die die kirchliche und weltliche Obrigkeit zum Eingreifen provoziert haben. Bei der zweiten Geißlerbewegung versuchten weltliche und kirchliche Instanzen kirchliche Verbote zu erwirken, die dann auf Intervention Karls IV. und Philipps VI. von Frankreich Papst Clemens VI. bewogen, in der Bulle Inter sollicitudines vom 20. Oktober 1349 gegen die Geißler Stellung zu beziehen und deren öffentliche Prozessionen zu verbieten. Dabei nahm er ausdrücklich die private Selbstgeißelung aus. In dieser Bulle beschuldigte er auch die Geißler, an den Judenpogromen schuld zu sein. Dieses Verbot wurde nur nördlich der Alpen veröffentlicht. Dort waren bereits Maßnahmen gegen die Geißlerzüge ergriffen worden. Viele Orte, z. B. Lübeck und Erfurt hatten den Geißlerzügen ihre Tore verschlossen. Trotz teilweise drakonischer Maßnahmen bis hin zu Hinrichtungen verschwanden die Geißlerzüge nie ganz. So gab es um 1400 im Rheinland und in den Niederlanden zahlreiche Geißlerzüge. Daher sah sich das Konzil von Konstanz veranlasst, die öffentliche Geißelung abermals zu verbieten. Es ging im Wesentlichen nicht um die Bußpraxis, sondern die Kirche richtete sich gegen die Tendenz, der Selbstgeißelung sakramentalen Charakter beizumessen, was durch den liturgischen Charakter der öffentlichen Geißelung nahegelegt war. Darin lag unabhängig von der Intention der Geißler der subversive Charakter ihrer Bewegung. Die Schriften gegen die Geißlerbewegung richten sich gegen die Erregung durch das Bild, das diese vorstellen, und gegen die Geste der Selbstabsolution.

### Der Rückzug ins Private

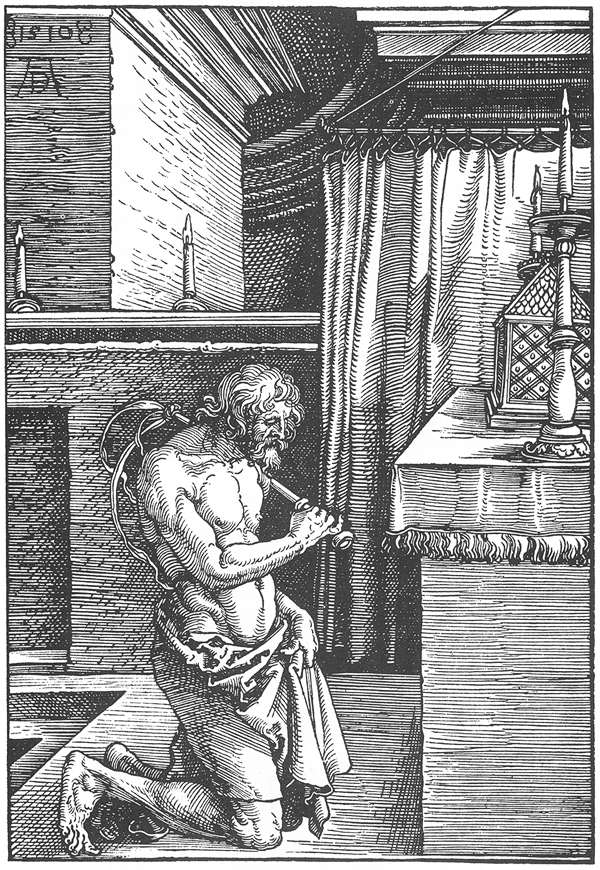
Albrecht Dürer: Der Büßer (1510)

Nachdem die öffentliche Selbstgeißelung verboten war, zog man sich vor allem in Italien in private Zirkel zurück und gründete Gemeinschaften. Diese Organisationsformen waren ein städtisches frühmodernes Phänomen. Es bildeten sich zahlreiche Bruderschaften, die Battuti, die Disciplinati, die Scopatori, die Verberatori und die Bianchi, die mit kirchlicher Duldung die Geißelung weiter pflegten. Zum Teil überlebten sie bis in die Moderne. Bei diesen sesshaften Bruderschaften stand neben der Selbstgeißelung Gebet, Gesang und die Wohltätigkeit im Vordergrund. Sie unterhielten in aller Regel Hospize und oft ein regelrechtes Spital. Sie waren keine Verfechter radikaler Spiritualität, sondern eine wichtige kulturelle und politische Kraft in ihrer jeweiligen Gemeinde als Folge ihrer städtischen Integration. Zu besonderen Festtagen kam es auch zu Prozessionen, wie noch heute in Spanien in der Semana Santa oder in einigen Gemeinden Kalabriens.

## Die Kryptoflagellanten
Während der eschatologische Gedanke bei den Geißlern nur eines unter mehreren Motiven war, trat er bei den Kryptoflagellanten explizit in den Vordergrund. Es handelte sich um eine Sekte, die nach den spätmittelalterlichen Verboten der Geißlerumzüge als Geheimgesellschaft hauptsächlich in Thüringen in der Region des Südharzes entstand und von der Inquisition entdeckt wurde. Aus den Inquisitionsdokumenten kann man entnehmen, dass die Sekte mit der Flagellation das kirchliche Monopol der Heilsvermittlung ablehnte. An Stelle der kirchlichen Hierarchie stand hier die pneumatische, asketisch-enthusiastische Gemeinschaft im Vordergrund. Sie wiesen eine gewisse Ähnlichkeit mit den frühchristlichen Circumcellionen in Nordafrika auf, was wohl auf die Beurteilung zeitgenössischer Kritiker eingewirkt hat. Der Anführer dieser Thüringer Flagellanten war Konrad Schmid, über den sonst nur wenig bekannt ist. Er war als Prophet aufgetreten, wird in Prozessberichten als der biblische Endzeitzeuge Enoch angesehen und hatte für 1369 den Weltuntergang vorausgesagt. Überliefert sind seine Prophetica Conradi Smetis und die Akten der Nordhäuser Inquisition von 1369, die Prozessberichte von Sangerhausen und Umgebung von 1414, Mühlhausen 1420, Nordhausen 1446, Göttingen 1453, Sondershausen und Stolberg und Umgebung 1454 sowie Schloss Hoym (Diözese Halberstadt) 1481. Die Prozesse von 1414 und 1454 waren zweifellos die größten. So wurden 1414 zwischen 83 und 91 Personen in Sangerhausen und Umgebung verbannt. 1454 kam es in Stolberg zu 30 und in Sangerhausen zu 22 Todesurteilen. Wenn auch die Inquisitionsprotokolle durchaus keine objektiven Berichte über die Ansichten der Kryptoflagellanten wiedergeben, so lassen sich doch gewisse Grundinformationen durch Vergleich der verschiedenen Protokolle als glaubhaft herauspräparieren: Sie waren der Auffassung, dass Sünden ausschließlich durch die Selbstgeißelung gebüßt würden. Seit den Geißlerzügen sei die Bluttaufe an die Stelle der Wassertaufe getreten und habe alle kirchlichen Sakramente abgelöst. Die Sektenmitglieder begriffen offenbar die Selbstgeißelung als Befreiung von einer fehlgeleiteten kirchlichen Sakramentenpraxis und als Möglichkeit, die von der Kirche verstellte Unmittelbarkeit zu Gott wiederherzustellen. Die Kirche wurde für wertlos erklärt und mit dem Antichristen identifiziert. Die Flagellanten würden daher nach dem Tode unmittelbar zu Gott gelangen. Diese Ansichten waren offenbar in eine unmittelbare Endzeiterwartung eingebettet. In allen Protokollen wird die Ablösung der kirchlichen Sakramente durch die Geißelung besonders hervorgehoben. Daneben findet sich auch der übliche Topos aller Ketzerbeschreibungen, dass sie unzüchtigen Ritualen gefrönt hätten.

## Die Auseinandersetzungen nach der Reformation

### Kritik innerhalb des Christentums
Die erste größere Auseinandersetzung mit den Protestanten fand anlässlich einer Geißlerprozession in Augsburg 1605 statt. Der Geißlerzug fand mit allen Leidensstationen in Bild und Darstellung statt und geriet zu einem politischen Manifest, zu einem Kriegszug gegen die Lutheraner, der mit der Mächtigkeit seiner Bilder auch auf die Konversion zum katholischen Glauben abzielte.
Daraus entstanden eine Reihe polemischer Schriften von beiden Seiten. Auf evangelischer Seite taten sich vor allem der Augsburger Pfarrer Melchior Voltz (Zwo christliche Predigten von der abschewlichen Geißlungs-Procession, welche jährlich im Bapsttumb am Charfreytag gehalten wirdt, 1607) sowie Jakob Heilbrunner (Flagellatio Jesuitica. Jesuiterische lehr vom genannten freywilligen Creutz, 1607) und Georg Zeaemann hervor, auf katholischer Seite verteidigte der Jesuit Jakob Gretser die Flagellation in mehreren Traktaten (zuletzt Virgidemia Volciana, 1608). Die Schriften wurden immer wieder neu aufgelegt. Die evangelische Position hielt die Geißelprozession für ein repräsentatives Leistungsmoment und für Idolatrie. Dem hielt Gretser entgegen, die Inszenierung des Leidens ziele auf eine Intensität der Erfahrung und eine Identität in der Erfahrung und nicht auf Repräsentation. Er wandte sich entschieden gegen die evangelische Position, der göttliche Geist erfülle bloß die Sprache, nicht aber die körperlichen Gesten und Bilder. Das Wort allein erreiche wohl den Geist des Menschen, doch stifte es nicht in demselben Maße eine unmittelbare Beziehung zu Gott, wie die Kasteiung. Diese Sichtweisen waren für die weitere Auseinandersetzung maßgeblich.
Um 1700 fand die letzte große Auseinandersetzung über die Flagellation statt, diesmal aber innerhalb der katholischen Kirche. Abbé Jacques Boileau, Docteur en Théologie de la Maison et Société de Sorbonne, hatte die Flagellation in seiner Schrift Historia flagellantium angegriffen. Boileau behauptete, die Geißelung sei heidnischen Ursprungs, wegen der Schläge auf den nackten Hintern schamlos und außerdem in seiner Absolutions-Absicht häretisch. Ihm trat Jean-Baptiste Thiers, Docteur en Théologie et Curé de Vibrayé, entgegen. Die Übernahme heidnischer Bräuche sage nichts über deren Legitimität im christlichen Kontext aus, der Vorwurf der Schamlosigkeit gehe von falschen Voraussetzungen aus und außerdem werfe Boileau zweifellos häretische Gruppen mit den echten Büßern unzulässig zusammen. Das Neue an dieser Auseinandersetzung ist aber, dass Boileau eine ganze Reihe von Beispielen und Anekdoten brachte, in denen er die Flagellation in fast pornographischer Weise schilderte. Thiers warf ihm vor, durch diese Darstellung das Schamgefühl mehr zu verletzen, als es die Flagellation selbst tue. Dieser Aspekt der pornographischen Schilderung unter dem Deckmantel der Kritik hatte bislang keine Rolle gespielt, führte aber in der Folgezeit zu einer eigenen literarischen Traditionslinie, die sich später auch medizinisch gab. Thiers warf Boileau vor, dass er durch „die Geschichten, die er erzählt, das Übel lehrt, das er verachtet.“

### Die Aufklärung
Im 18. Jahrhundert wurde die „moderne raffinierte Unzucht“ der Flagellation mit der aufklärerischen Kirchenkritik verbunden. Geile Priester und Nonnen wurden zum bevorzugten Gegenstand polemischer Kirchenkritik. Wollüstige Phantasien würden vor allem durch Kleriker verbreitet, wobei die Jesuiten an erster Stelle standen. Aber auch Rabbiner waren davon betroffen. Der Beichtstuhl wurde zum Ort der Verführung und die Flagellation zur sexuell stimulierenden Buße. Ein typisches Beispiel ist das Buch Flagellantismus und die Jesuitenbeichte, das Karl Fetzer unter dem Pseudonym Giovanni Frusta 1834 veröffentlichte. Er war Rechtsanwalt und linker Abgeordneter der Paulskirchenversammlung. In seinem Werk berichtet er mehrere einschlägige Skandale, in denen Beichtväter das Vertrauen von Frauen ausnutzten, diese zu flagellantischen Bußen zu bestimmen. Die Flagellation wird in der Literatur der Aufklärung und im 19. Jahrhundert als eine Praktik verstanden, die letztlich ausschließlich sexuelle Bedeutung hat und Teil eines perversen Wahnsystems wird. Der aufgeklärte Diskurs lehrt, dass es bei der Flagellation nie um etwas anderes als die Sexualität gegangen sei, und ersetzt so das Religiöse nachträglich durch das Sexuelle, aus dem der Sinn des größten Teils religiöser Praktiken abzuleiten sei. „Verirrte Phantasie“, „überreizte Sinne“ und „Hysterie“ werden nun zu den Deutungsmustern der Wahrnehmung der Vergangenheit. Eines der Beispiele Fetzers war der Fall des Père Girard und der Cathérine Cadière, das er einem 1748 erschienenen anonymen Werk Therese philosophe, das von Marquis de Sade einem Marquis d’Argent zugeschrieben wurde, entnommen hatte. Hier wurde erstmals durch einen in der Geschichte auftretenden Arzt ein Zusammenhang zwischen Flagellation und ihren Wirkungen mit der Humoralpathologie hergestellt: Das spirituelle Klosterleben habe den Säftehaushalt der Protagonistin ins Ungleichgewicht gebracht. Die geilen Gedanken, die dadurch entstünden, vermehrten den Liquor genitalis, der nach damals gültiger Ansicht analog zum männlichen Samen von der Frau beim Orgasmus ausgestoßen wird. Das führe schließlich zur Nymphomanie. Dieses Werk wurde zur Vorlage für das Werk La Philosophie dans le boudoir von Marquis de Sade. Er nahm auch in seiner Histoire de Juliette darauf Bezug. In all diesen Werken wird die Flagellation zum Gipfel der sinnlichsten Erfahrung ohne irgendeinen die Person transzendierenden Anspruch.

## Bericht über die Geißler aus Speyer aus dem Jahr 1349
Christoph Lehmann, Stadtchronist von Speyer, berichtet über die Geißler in seiner Stadt:
„Von der Geißler Sect, welche Anno 1349 angelangt. In berührtem Jahr ist eine neue Sect der Geißler entstanden, deren Anfänge man nicht erfahren. Die haben fürgeben und auch zum Augenschein fürgelegt einen Brieff, den ein Engel vom Himmel zu Jerusalem in St. Peters Kirchen geliefert haben soll, des Inhalts, daß Gott über der Welt Sünde und Bosheit hefftig erzürnt darum er die Welt habe wollen lassen untergehen. Auf der Jungfrau Marien und der heiligen Engel Fürbitt der-selben verschont, doch den Menschen diese Straf und Buß verkündigen lassen, daß ein jeder 34 Tag in der Frembde umbreysen, seinen Leib geißeln und hiemit Gott versöhnen soll. Hierauff haben sich etliche hundert Personen, Mann, Weib und Kinder, zusammen rottiert und seynd im Land umbgezogen […] derselben Sect 200 Personen aus Schwaben zu Speyr im Brachmonat Anno 1349 ankommen, auffm Platz vorm Münster einen großen Ring gemacht, in ihrer Prozession alle mit bedecktem Haupt unter sich und traurig ausgesehen, Geißeln von dreyen Seylen, und vornen mit eysen Creutzlin in Handen getragen. In dem Kreyss haben sie ihre Kleyder abgelegt, den Leib mit einem Schurz gegürt und mit sonderm Gesang und Ceremonien sich über Rücken mit den Geißeln blutrünstig geschlagen. Seynd darnach uffs Angesicht plötzlich niedergefallen, haben mit weinenden Augen ihr Gebet verricht, männiglich zur Buße vermahnt, und da sie wieder auffgestanden, obberührten Brieff öffentlich verlesen und jedermann eingebildet, derselbe sey vom Himmel kommen. Zu Speyr haben sich auss der Stadt auff 200 Personen in den Orden begeben und seynd mit im Land umbgestrichen“.

## Heutige Praktiken
Selbstgeißelung als Form der Buße gibt es auch heute noch in vielen Städten Andalusiens sowie in den ehemaligen spanischen Kolonialreichen während der Karwoche (Semana Santa). Auch die islamischen Schiiten praktizieren sie im Rahmen des Aschura-Festes.

### Monographien
- Marquis d’Argens (zugeschrieben), Michael Farin und Hans Ulrich Seifert (Hrsg.): Thérèse philosophe. Eine erotische Beichte. Mit 38 Illustrationen, einem Aufsatz von August Kurtzel, einer Erzählung von Carl Felix von Schlichtegroll, sowie Auszügen aus den Prozessakten und Notaten der Herausgeber. Schneekluth, München 1990, ISBN 3-7951-1169-2 (aus dem Französischen von Heinrich Conrad).
- Iwan Bloch: Der Marquis de Sade und seine Zeit. Ein Beitrag zur Kultur- und Sittengeschichte des 18. Jahrhunderts. Mit besonderer Beziehung auf die Lehre der „Psychopathia Sexualis“. Severus-Verlag, Hanau 2011, ISBN 978-3-86347-079-1 (Nachdr. d. Ausg. Berlin 1927).
- Jacques Boileau: Histoire des flagellants. Le bon et le mauvais usage de la flagellation parmi les chrétiens; 1700 (Historia flagellantium. De recto et perverso flagrorum usu apud christianos, ex antiquis Scripturae, Patrum, Pontificum, Conciliorum, & Scriptorum Profanorum momentis cum cura et fide expressa, 1700). Editions Millon, Montbonnot-St.-Martin 1986, ISBN 2-905614-02-1.
- Martin Erbstösser: Sozialreligiöse Strömungen im späten Mittelalter. Geißler, Freigeister und Waldenser im 14. Jahrhundert (Forschungen zur mittelalterlichen Geschichte; 16). Akademie-Verlag, Berlin 1970 (zugl. Habilitationsschrift; Universität Leipzig).
- Carl August Friedrich Fetzer: Der Flagellantismus und die Jesuitenbeichte. Historisch-psychologische Geschichte der Geisselungsinstitute, Klosterzüchtigungen und Beichtstuhlverirrungen aller Zeiten. Verlag König, Greiz 2001, ISBN 3-934673-20-1 (Nachdr. d. Ausg. Berlin 1925; veröffentlicht unter dem Pseudonym Giovanni Frusta).
- Paul Fredericq (Hrsg.): Corpus documentorum inquisitionis haereticae pravitatis Neerlandicae, Bd. 2: Stukken tot anvulling van het ersten deel (1077–1518). Vuylsteke, Gent 1896.
- Louis Gougaud: Dévotions et pratiques ascétiques du moyen age (Collection Pax; Bd. 21). Désclée de Brouwer, Paris 1925.
- Hermann von der Hardt: Magnum oecumenicum Constantiense concilium de universali ecclesiae reformatione, unione et fide. Gensch, Frankfurt/M. 1697–1700 (6 Bände).
- Robert Hoeniger: Gang und Verbreitung des Schwarzen Todes in Deutschland von 1348–1351 und sein Zusammenhang mit den Judenverfolgungen und Geisselfahrten dieser Jahre. Grosser, Berlin 1881.
- Arthur Hübner: Die deutschen Geißlerlieder. Studien zum geistlichen Volksliede des Mittelalters. De Gruyter, Berlin 1931 (online).
- Josef A. Jungmann: Die lateinischen Bußriten in ihrer geschichtlichen Entwicklung (Forschungen zur Geschichte des innerkirchlichen Lebens; Bd. 3/4). Rausch, Innsbruck 1932.
- Fritz Klotz: Speyer. Kleine Stadtgeschichte (Beiträge zur Speyrer Stadtgeschichte; Bd. 2). Historischer Verein der Pfalz, Speyer 1971.
- Maximilian Koskull: Radikale und gemäßigte Geißler. „Modes of Religiosity“ im Spätmittelalter (Religionswissenschaften; Bd. 4). Tectum-Verlag, Marburg 2011, ISBN 978-3-8288-2681-6.
- Niklaus Largier: Lob der Peitsche. Eine Kulturgeschichte der Erregung. Beck, München 2001, ISBN 3-406-48093-4.
- Franciscus Lubecus (Autor), Reinhard Vogelsang (Hrsg.): Göttinger Annalen. Von den Anfängen bis zum Jahr 1588 (Göttinger Quellen zur Geschichte der Stadt Göttingen; Bd. 1). Wallstein-Verlag, Göttingen 1994, ISBN 3-89244-088-3.
- Dominicus Mansi: Sacrorum conciliorum nova et amplissima collectio, in qua praeter ea quae Phil Labbeus et Gabr. Cossartius et novissime Nicolaus Coleti in lucem edidere ea omnia insuper suis in locis optime disposita exhibentur quae Joannes Dominicus Mansi lucensis, congreationis matris die evulgavit. ADEVA, Graz 1961 (14 Bde., Nachdruck d. Ausg. Paris 1901/27).
- Donatien-Alphonse-François Marqis de Sade: Die Philosophie im Boudoir, oder Die lasterhafte Lehrmeisterin (La philosophie dans le boudoir, 1795). Könemann, Köln 1995, ISBN 3-89508-087-X.
- Donatien-Alphonse-François Marqis de Sade: Juliette oder Die Wonnen des Lasters. Köln 1995.
- Jean-Baptiste Thiers: Critique de l'histoire des flagellans et justification de l'usage des disciplines volontaires. Editions Nully, Paris 1703.
- Paulus Volk: Der liber ordinarius des Lütticher St. Jakobs-Klosters (Beiträge zur Geschichte des alten Mönchtums und des Benediktinerordens; Bd. 10). Aschendorff, Münster 1923.
- Ingrid Würth: Geißler in Thüringen. Die Entstehung einer spätmittelalterlichen Häresie. Akademie Verlag, Berlin 2012.

### Aufsätze
- Rudolf Bemmann: Eine Ketzerverfolgung im Gebiet der Reichsstadt Mühlhausen in Thüringen im Jahr 1420. In: Zeitschrift des Vereins für Kirchengeschichte in der Provinz Sachsen, Jg. 7 (1910), S. 131–136.
- Ernst Günther Förstemann: Protokoll über das Verhör der Geißler in Nordhausen i. J. 1446. Instrumentum confessionum hereticorum hic propter perfidiam combustorum. In: Ders.: Die christlichen Geißlergesellschaften. Renger-Verlag, Halle 1828, S. 278–291.
- Paul Fredericq: De Secten der Geeselaars en der Dansers in de Nederlanden tijdens de 14 de Eeuw. In: Mémoires de l'Académie royale des Sciences, des Lettres et des Beaux-Arts de Belgique, Bd. 35 (1898), Teil 5.
- Siegfried Hoyer: Die thüringische Kryptoflagellantenbewegung im 15. Jahrhundert. In: Jahrbuch für Regionalgeschichte 2 (1967), S. 148–174.
- Johann Erhard Kappe: Instrumentum inquisitionis haereticae pravitatis, wider Bertholdt Schaden 1481 aufgerichtet. In: Valentin Ernst Löscher (Begr.): Fortgesetzte Sammlung von alten und neuen theologischen Sachen, Büchern, Urkunden, Controversien, Veränderungen, Anmerckungen, Vorschlägen, u.d.g. zur geheiligten Ubung beliebigem Beytrage ertheilet von einigen Kirchen- und Schul-Lehrern, Bd. 28. Braun Verlag, Leipzig 1747. S. 475–483.
- Richard Kieckhefer: Radical Tendencies in the flagellant Movement of the mid-fourteenth Century. In: The Journal of Medieval and Renaissance Studies, Bd. 4 (1974), S. 157–176, ISSN 0047-2573.
- Karl Lechner: Die große Geißelfahrt des Jahres 1349. In: Historisches Jahrbuch, Bd. 5 (1884), Heft 1, S. 437–462, ISSN 0018-2621.
- Wilhelm Levison (Hrsg.): Vita Pardulfi abbatis Waractensis. In: Monumenta Germaniae Historica/2: Scriptores rerum Merovingicarum, Bd. 7 (1920), S. 19–40.
- Jens Lieven: Die Geißlerbewegung im Rhein-Maasraum. Beobachtungen zu ihrer sozialen Gruppenbildung und deren Wahrnehmung im späten Mittelalter. In: Uwe Ludwig, Thomas Schilp (Hrsg.): Mittelalter an Rhein und Maas. Beiträge zur Geschichte des Niederrheins. Dieter Geuenich zum 60. Geburtstag (= Studien zur Geschichte und Kultur Nordwesteuropas. Band 8). Waxmann, Münster 2004, ISBN 978-3-8309-1380-1, S. 125–136.
- Heino Pfannenschmid: Die Geißler des Jahres 1349 in Deutschland und den Niederlanden. In: Paul Runge (Hrsg.): Lieder und Melodien der Geißler des Jahres 1349 nach der Aufzeichnung Hugo's von Reutlingen [...]. Olms, Hildesheim 1969, S. 87–222 (Nachdr. d. Ausg. Leipzig 1900).
- Regino von Prüm: De ecclesiasticis disciplinis. In: Jacques Paul Migne (Hrsg.): Patrologia latina. Band 132. Paris 1853, Sp. 175–399.
- Alexander Reifferscheid (Hrsg.): Neun Texte zur Geschichte der religiösen Aufklärung in Deutschland während des 14. und 15. Jahrhunderts. Festschrift der Universität Greifswald 1905. Abel, Greifswald 1905. Darin:
  - Ders.: Articuli, quos tenuerunt et crediderunt heretici Zangershusene, S. 32–36.
  - Ders.: Articuli, quos tenuerunt et crediderunt heretici capti in Sundirshausen et combusti, S. 37–40.
- Renate Riemeck: Spätmittelalterliche Ketzerbewegungen in Thüringen. In: Zeitschrift des Vereins für thüringische Geschichte/N.F., Bd. 46 (1992), S. 95–132, ISSN 0943-9846 (Nachdr. d. Ausg. 1943).
- Wilhelm Schum: Gesta archiepiscoporum Magdeburgensium. In: Monumenta Germaniae Historica/2: Scriptores: Bd. 14: Chronica Slavorum. Hannover 1883, S. 361–484.
- Peter Segl: „Geißler.“ In: Theologische Realenzyklopädie, Bd. 11 (TRE). DeGruyter, Berlin 1984, S. 162–169.
- Joseph-Jean De Smet (Hrsg.): Chronica Aegidii li Muisis. In: Corpus chronicorum Flandriae. Brüssel 1841, S. 111–448.
- Augustinus Stumpf: Historia flagellantium, praecipue in Thuringia. In: A. Erhard (Hrsg.) Neue Mittheilungen aus dem Gebiet historisch-antiquarischer Forschungen, Bd. 2. 1835, S. 1–37.
- Wilhelm Wattenbach (Hrsg.): Chronicon rythmicum Austriacum. In: Monumenta Germaniae historica/2: Scriptores, Bd. 25. Hannover 1880, S. 349–368.